# Pierre Trudeau
Joseph Philippe Pierre Yves Elliott Trudeau (Montreal, 18 oktober 1919 - aldaar, 28 september 2000) was de 15de eerste minister van Canada van 1968 tot 1979 en opnieuw van 1980 tot 1984.

## Biografie
Trudeau was als auteur, politiek activist en hoogleraar een charismatisch figuur die de Canadese politiek domineerde en vele reacties uitlokte. Bewonderaars eren zijn intellect, zijn streven naar nationale eenheid en het in werking stellen van het Charter of Rights and Freedoms. Tegenstanders verwijten hem arrogantie, een falend economisch beleid en de toename van de nationale schuld. Net als het verergeren van de politieke vervreemding in de westelijke provincies. Weinigen zullen echter ontkennen dat hij een grote persoonlijkheid was en Canada hielp definiëren.
Hij studeerde aan de prestigieuze Sciences Po in Parijs.
Hij leidde Canada door enkele van zijn meest hectische tijden en lag vaak aan de basis van controverse. Hij was bekend om zijn flamboyante stijl, zo maakte hij eens een pirouette achter de rug van Koningin Elizabeth II.
Met de Canada Act in 1982 die door het Britse parlement werd aangenomen, was Trudeau als eerste minister een van de verantwoordelijken om de Canadese grondwet uit het Britse parlement te halen en om deze te incorporeren in het Charter of Rights and Freedoms.
Alhoewel hij na zijn dood bekendstond als een zeer religieus persoon, nam hij ook standpunten in die tegengesteld waren aan zijn katholieke geloof. Hij was voor het afschaffen van de sodomiewetten en het vergemakkelijken van de echtscheidingsprocedures.
Het Canadese vliegveld Montréal-Trudeau is sinds 1 januari 2004 naar Pierre Trudeau genoemd.
Zijn zoon Justin werd in oktober 2015 tot premier van Canada verkozen.
Macdonald · Mackenzie · Abbott · Thompson · Bowell · Tupper · Laurier · Borden · Meighen · Mackenzie King · Bennett · Saint Laurent · Diefenbaker · Pearson · P. Trudeau · Clark · Turner · Mulroney · Campbell · Chrétien · Martin · Harper · J. Trudeau · Carney
- Bibsys: 90139942
- Biblioteca Nacional de España: XX1002195
- Bibliothèque nationale de France: cb12050219f (data)
- Catàleg d'autoritats de noms i títols de Catalunya: 981058518542506706
- CiNii: DA0223327X
- Gemeinsame Normdatei: 118624172
- International Standard Name Identifier: 0000 0001 1021 4967
- Library of Congress Control Number: n79054577
- National Archives and Records Administration: 10581339
- Bibliotheek van het Japanse parlement: 00802364
- Nationale Bibliotheek van Tsjechië: mzk2003214187
- Nationale bibliotheek van Australië: 36556350
- Nationale Bibliotheek van Israël: 987007279160205171
- Nationale Bibliotheek van Polen: a0000001184894
- Nationale en Universitaire bibliotheek Zagreb: 000195495
- Nederlandse Thesaurus van Auteursnamen: 06936267X
- Réseau des bibliothèques de Suisse occidentale: 02-A003912399
- SNAC: w6sn7z16
- Système universitaire de documentation: 028725409
- Trove: 1290450
- Virtual International Authority File: 14788485